# Tycho Brahe-dag
Tycho Brahe-dagar, även kallade egyptiska dagar och förkastade dagar, är i de skandinaviska länderna ett antal bestämda datum under året som betraktades som särskilt otursförföljda. De har fått sitt namn efter den danske astronomen Tycho Brahe, men inga bevis finns för att han själv nedtecknat dessa. Troligen har de attribuerats honom senare för att få mer trovärdighet. I överförd bemärkelse används ordet i nutid för att beskriva vilken dag som helst som verkat särskilt otursdrabbad.
Enligt historien fick Brahe på 1500-talet i uppdrag av kejsar Rudolf II att bestämma vilka dagar på året som kunde anses som otursdagar. Han kom fram till att det fanns 32 danska och 33 svenska sådana dagar i almanackan. I den svenska Bondepraktikan förtecknades dessa ”förkastade” dagar och under dessa skulle man inte flytta, byta arbete eller gifta sig.

## Pålitlighet
Både Sverige (1753) och Danmark (1700) bytte från julianska kalendern till gregorianska kalendern under 1700-talet, vilket innebär att förutspådda datum flyttades. Det innebär att det finns listor med olika datum, och ingen 'standardlista'.

## Otursdagar
Januari: 1, 2, 4, 6, 11, 12 och 19

Februari: 11, 17 och 18

Mars: 1, 4, 14 och 15

April: 10, 17 och 18

Maj: 7, 15 och 18

Juni: 6

Juli: 17 och 21

Augusti: 2 och 10

September: 1 och 18

Oktober: 6

November: 6 (enligt Nordisk familjebok) eller 16 (enligt Bondepraktikan) och 18

December: 6, 11 och 18

Den 11 januari ansågs vara den absolut värsta otursdagen under året.

## Turdagar
Brahe fann även fyra turdagar, 26 januari, 9 februari, 10 februari och 15 juni.

## Danmark
I Danmark finns det 32 otursdagar och 4 turdagar. Otursdagarna är delvis placerade på andra datum än de svenska.